# Бучешть
Бучешть, Бучешті (рум. Bucești) — село у повіті Галац в Румунії. Входить до складу комуни Івешть.
Село розташоване на відстані 175 км на північний схід від Бухареста, 46 км на північний захід від Галаца, 149 км на схід від Брашова.

## Населення
За даними перепису населення 2002 року у селі проживали 4693 особи, з них 4691 особа (> 99,9%) румунів. Рідною мовою 4692 особи (> 99,9%) назвали румунську.